# Oxalis dichotoma
Oxalis dichotoma är en harsyreväxtart som beskrevs av Salter. Oxalis dichotoma ingår i släktet oxalisar, och familjen harsyreväxter. Inga underarter finns listade i Catalogue of Life.